# Amnion
Amnion (grč. ἀμνίον: žrtvena plitica, posuda za skupljanje krvi žrtava; embrionalna ovojnica, plodna opna, plodova opna, vodenjak, plodova vreća, gestacijska vreća) je unutrašnja embrijska ovojnica. Ispunjena je plodnom vodom (amnijskom tekućinom), koja uzrokuje širenje amniona i njegovo pretvaranje u amnionsku vreću. Uloga amnionske vreće je pružanje sigurne okoline embriju. Ovojnica amnion je svojstvo amniota kojima pripadaju gmazovi, ptice i sisavci. Amnion se razvija iz izvanembrijskog somatskog mezoderma s vanjske strane i iz izvanembrijskog ektoderm s unutrašnje strane.

## Kod čovjeka
Najraniji stadiji oblikovanja amniona kod čovječjeg zametka još nisu bili promatrani; kod najmlađeg zametka čiji se amnion proučavao, amnion je bio već bio prisutan kao zatvorena vreća i nalazio se u unutarnjoj staničnoj masi kao šupljina. Ova šupljina je natkrivena jednim slojem spljoštenih ektodermalnih stanica, amnionskim ektodermom, a njezin donji dio sastoji se od prizmatičnog ektoderma embrionalnog diska — neprekidnost između gornjeg i donjeg dijela se uspostavlja na rubu embrionalnog diska. Izvan amnionskog ektoderma je tanki sloj mezoderma, koji je povezan s mezodermalnim slojem koriona.
Kad se formira, amnion je u kontaktu s tijelom zametka, ali se nakon četiri ili pet tjedana plodna voda (liquor amnii) počinje gomilati unutar njega. Količina tekućine se povećava i uzrokuje širenje amnionam, kao i njegovo prianjanje na unutrašnju površinu koriona, tako da se uništava izvanembrionski dio celoma. Količina plodne vode doseže svoj vrhunac u šestom ili sedmom mjesecu trudnoće, nakon čega se počinje smanjivati; krajem trudnoće iznosi oko 1 litru.
Plodna voda dopušta slobodno kretanje ploda tijekom kasnijih etapa trudnoće i štiti ga smanjujući rizik od mehaničkih povreda. Najčešće sadrži manje od dva posto čvrste tvari, a 98-99% vode. Kemijski sastav varira ovisno o gestacijskoj dobi. Plodna voda sadrži ureju, anorganske soli, malu količinu bjelančevina i često tragove šećera. Dokazano je da plod proguta ponešto plodne vode tako što su u sadržaju fetalnog probalnog kanala pronađeni dijelovi epiderma i dlake.

## Bolesti
- sindrom amnionskih traka - skupina kongenitalnih anomalija nastalih obuhvaćanjem dijelova ploda fibroznim amnionskim trakama, što često dovodi do deformacija udova i prstiju[4]
- oligohidramnion - premalo plodne vode u amnionu
- polihidramnion - previše plodne vode u amnionu

## Galerija
- ljudski zametak dug 2 mm s leđne strane
- shematski prikaz posteljičnog krvotoka
- ljudski zametak star dva tjedna sa žumanjčanom vrećom
- maternica s mačjim fetusom u sredini gestacije: 1 pupak, 2 amnion, 3 alantois, 4 žumanjčana vreća, 5 rubni podljev krvi, 6 majčin dio posteljice (endometrij)